# Etmopterus joungi
Etmopterus joungi is een vissensoort uit de familie van de Etmopteridae (Etmopteridae). De wetenschappelijke naam van de soort is voor het eerst geldig gepubliceerd in 2011 door Knuckey, Ebert & Burgess.